# Zupa ogórkowa

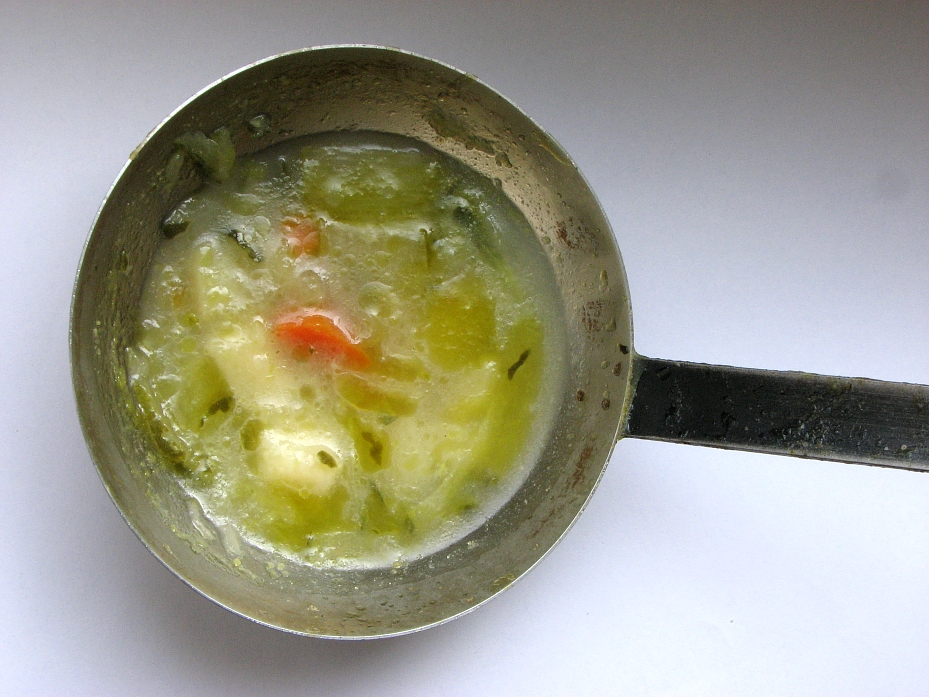
Zupa ogórkowa z ziemniakami

Zupa ogórkowa – potrawa kuchni polskiej; zupa gotowana na wywarze mięsnym lub mięsno-warzywnym z dodatkiem startych na tarce ogórków kiszonych lub przecieru ogórkowego i ziemniaków. W Rosji często spożywany jest razsolnik, który jest rodzajem zupy ogórkowej.